# Odile Levigoureux
 (octobre 2018).
Si vous disposez d'ouvrages ou d'articles de référence ou si vous connaissez des sites web de qualité traitant du thème abordé ici, merci de compléter l'article en donnant les références utiles à sa vérifiabilité et en les liant à la section « Notes et références ».
Odile Levigoureux, est une peintre plasticienne et sculptrice française, née à Paris le 19 février 1945.

## Biographie
Odile Levigoureux est née en 1945 à Paris. Elle est titulaire de l’École Supérieure des Métiers d’Art de Paris ainsi que d’un diplôme de spécialisation sur le vitrail. Au début des années 1990, elle fait deux voyages importants en Chine et au Japon qui vont beaucoup l’influencer. En 2000, l’Arsenal de Metz organise sa rétrospective Vingt ans de création.
En 2006-2007, elle s’installe en Normandie pour pouvoir réaliser ses retables monumentaux. 

## Itinéraire et parcours pictural
Si Odile Levigoureux commence à travailler avec des maîtres-verriers, elle se dirige rapidement vers l’art textile surtout la tapisserie et le feutre, dans l’esprit du mouvement Supports/Surfaces. En 1990, elle passe aux végétaux qu’elle peint et ligature pour constituer des ‘livres-objets’. Grande mélomane, elle réalise des ‘compositions symphoniques’ parfois en collaboration avec par exemple Alain Lance ou le poète Jean-Loup Trassard.
Après ses "bibliothèques-retables", elle va pétrir la terre crue à partir de 2002, qui lui permet d’utiliser de nombreuses techniques. « Souvent, confie-t-elle, j’ai besoin d’une monumentalité, d’une symétrie qui renvoient à l’architecture, à des dispositifs… »
Ses dessins préalables, ce sont ses ‘écritures’, autant de signes qui donnent leur signification à ses œuvres. Loin des modes ou des courants dominants plus ou moins éphémères, Odile Levigoureux suit sa propre voie, utilisant par exemple la céramique, même si elle est considérée comme un art mineur. C’est à travers l’utilisation de nombreuses techniques qu’Odile Levigoureux poursuit son évolution picturale.